# Kościół ewangelicko-reformowany w Wilnie
Kościół ewangelicko-reformowany w Wilnie (lit. Vilniaus evangelikų reformatų bažnyčia) – świątynia kalwińska znajdująca się w Wilnie przy ul. Zawalnej 20 (Pylimo), zbudowany w I połowie XIX wieku. 

## Historia

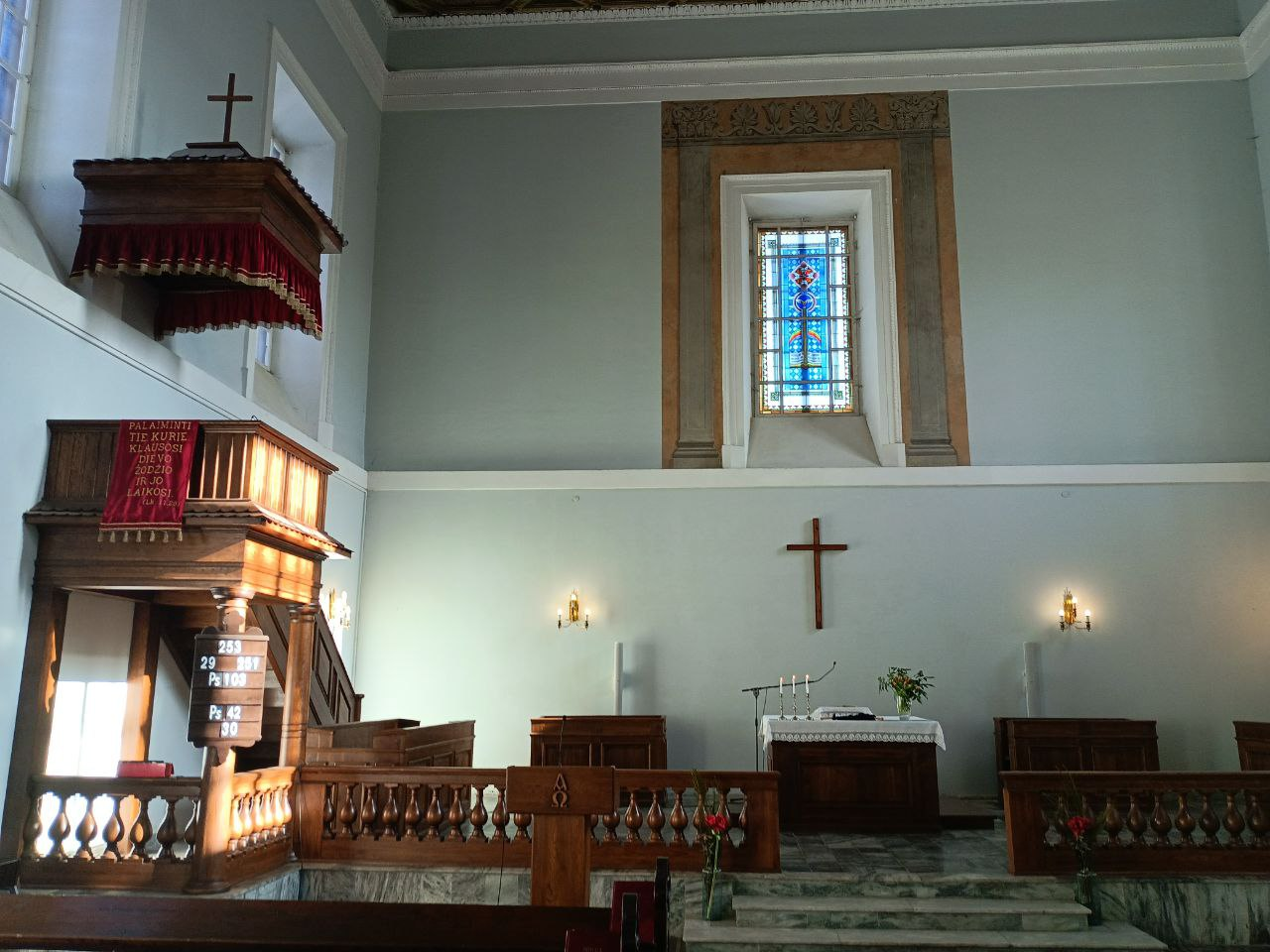
Wnętrze kościoła

Pierwszy zbór kalwiński w Wilnie wzniesiono przy skrzyżowaniu zaułka św. Michała z ul. Wolana, na wprost kościoła św. Michała. Pierwszym razem stał się obiektem napaści studentów kolegium jezuickiego w 1611 roku. Zburzono wtedy nie tylko zbór, ale także spalono archiwa kościelne. 
W 1639 roku na skutek fałszywego oskarżenia o strzelanie z budynku zboru do kościoła benedyktynek, w mieście doszło do rozruchów i ataków na zbór. Od zniszczenia ocaliła go obecność gwardii Krzysztofa i Janusza Radziwiłłów oraz licznej kalwińskiej szlachty. Pomimo tego, że to napadnięto na kalwinistów, z mocy wyroku sądu sejmowego w 1640 świątynia została zburzona, po czym przeniesiono ją za wały miejskie – powstał wówczas drewniany zbór otoczony cmentarzem kalwińskim. 
Trzeci budynek zboru został zburzony w wyniku kolejnego tumultu w 1682 roku. Duchowni wówczas musieli schronić się w grobowcach. Po odwołaniu się do króla Jana III Sobieskiego zbór pozwolono odbudować, ale sprawcy pozostali bezkarni. 
Obecny zbór murowany wzniesiono wg projektu Karola Podczaszyńskiego w latach 1830–1835. Nadano mu ciekawą formę architektoniczną – na frontonie kościoła przed 1939 znajdowały się trzy posągi dłuta Kazimierza Jelskiego, obecnie ocalał jedynie "Chrystus przemawiający do tłumu". Na dachu ustawiono też trzy figury, m.in. kobiety z krzyżem oraz dwóch aniołów, obecnie również zniszczone. Na frontonie znajdował się także napis po polsku "Oddajcie chwałę Panu." 
Kościół posiada elementy klasycystyczne, m.in. charakterystyczny portyk złożony z sześciu kolumn doryckich. Wnętrze świątyni zdobił sufit z ornamentami roślinnami, umieszczono w nim również tablice poświęcone pamięci reformatorów litewskich. 
Wileńscy kalwini modlili się w świątyni do 1945, po włączeniu Wilna w skład ZSRR kościół zamieniono na kino. Po 1991 został zwrócony lokalnej parafii reformowanej. 
Na wprost świątyni przy ul. Zawalnej 11 znajdował się niegdyś gmach Kolegium Ewangelicko-Reformowanego. 
Budynek zboru wileńskiego był inspiracją architektury zboru kalwińskiego w Raśnej oraz w Łodzi.